# Carolina Goic
Carolina Nevenka Goić Borojević (sinh ngày 20 tháng 12 năm 1972, Puerto Natales) là một chính trị gia người Chile, hiện đang giữ chức chủ tịch Đảng Dân chủ Cơ đốc giáo Chile (PDC). Bà là Thượng nghị sĩ của Magallanes, cựu Phó quận 60, bao gồm các cộng đồng của Rio Verde, Laguna Blanca, Cape Horn, Porurine, Primavera, Punta Arenas, San Gregorio, Timaukel và Torres del Paine.
Cô ấy là của di sản Croatia; cháu gái của Alejandro Goic Karmelic.
Cô vào Đại học Công giáo Chile, nơi tốt nghiệp làm nhân viên xã hội. Sau đó, cô có được bằng cấp cao về kinh tế tại Đại học Công giáo Chile.
Cô kết hôn với Christian Kirk Miranda, một nhà sinh vật học chuyên nghiệp và nhiếp ảnh gia, đồng thời là giám đốc của Cơ quan Du lịch Quốc gia (Sernatur) ở Magallanes và khu vực Nam Cực Chile. Cô là mẹ của hai cô con gái: Catalina và Alejandra.
Vào ngày 11 tháng 3 năm 2017, Carolina Goic được Đảng Dân chủ Thiên chúa giáo tuyên bố là ứng cử viên Tổng thống trong cuộc tổng tuyển cử Chile. Vào ngày 29 tháng 4 năm 2017, PDC đã quyết định không tham gia vào một nhóm chính mới, tách khỏi liên minh sau 28 năm. Vào ngày 11 tháng 5 năm 2017, PDC đã chính thức đăng ký ứng cử của mình trước Dịch vụ bầu cử Chile ("Phục vụ").